# Морейнис, Аркадий Фомич
Аркадий Фомич Морейнис (род. 26 декабря 1963) – программист, предприниматель и инвестор, основатель «фабрики стартапов» «Главстарт», создатель сервиса Price.ru.

## Биография
После окончания средней школы, провалив экзамены в МГУ, отслужил два года срочной службы в армии. Окончил с отличием факультет ВМК МГУ (1989). Работал научным сотрудником в Научно-Исследовательском Вычислительном Центре МГУ, где участвовал в разработке первой русской коммерческой программы для Macintosh — «Диалект» с русификатором операционной системы, а также программы для проверки орфографии «Unispell».
Разработал программу для голосового общения по локальной сети — «Talker», которая была выкуплена американской компанией, пытавшейся разрабатывать аналогичный продукт. Деньги, полученные от продажи программы, Аркадий Морейнис вложил в бизнес, запустив в начале 1990-х годов компанию «Macsimum», которая занималась разработкой и продажей программного обеспечения для компьютеров компании Apple.
В середине 1990-х годов Морейнис заинтересовался онлайновыми службами. Первыми его проектами были система бесплатной электронной почты «Extranet» и онлайновый каталог цен и автомобилей «Автодром».
Основал онлайновую службу «Price.ru», став ее директором (1997). Слоган Price.ru в то время звучал так: «Проще нажать на кнопку, чем рыться в куче бумаг». Сервис стал одним из самых больших и популярных справочников о фирмах и ценах на рынке компьютеров и hi-tech оборудования. Price.ru стал лидирующим каталогом цен Рунета. Рамблер купил 51% акций компании (2006), оставив Морейниса её генеральным директором. Морейнис продал Рамблеру оставшиеся 49% акций (2008) и стал директором по разработкам и развитию проектов Рамблера. Уволился из Рамблера, «не сошедшись характерами» с акционерами компании» (2009).
Основатель «фабрики стартапов» «Главстарт» (2010), которая инвестировала от $20 тыс. до $100 тыс. в компании ранних стадий – даже на уровне идей.